# Knittelfeld (huyện)
Bezirk Knittelfeld là một huyện của bang Styria ở Áo.

## Các đô thị
Các thị xã (Städte) bằng chữ đậm; các phố thị (Marktgemeinden) bằng chữ xiên, các khu ngoại ô, làng và các đơn vị khác của một đô thị được hiển thị bằngchữ nhỏ.
- Apfelberg
  - Landschach
- Feistritz bei Knittelfeld
  - Altendorf, Moos
- Flatschach
- Gaal
  - Bischoffeld, Gaalgraben, Graden, Ingering II, Puchschachen, Schattenberg
- Großlobming
- Kleinlobming
  - Mitterlobming
- Knittelfeld
- Kobenz
  - Hautzenbichl, Neuhautzenbichl, Oberfarrach, Raßnitz, Reifersdorf, Unterfarrach
- Rachau
  - Glein, Mitterbach
- Sankt Lorenzen bei Knittelfeld
  - Fötschach, Gottsbach, Leistach, Pichl, Preg, Preggraben, Ritzendorf, Sankt Benedikten, Schütt, Untermur
- Sankt Marein bei Knittelfeld
  - Feistritzgraben, Fentsch, Fressenberg, Greith, Hof, Laas, Mitterfeld, Prankh, Sankt Martha, Wasserleith, Kniepaß
- Sankt Margarethen bei Knittelfeld
  - Gobernitz, Kroisbach, Obermur, Ugendorf
- Seckau
  - Dürnberg, Seckau, Neuhofen, Sonnwenddorf
- Spielberg bei Knittelfeld
  - Einhörn, Ingering I, Laing, Lind, Maßweg, Pausendorf, Sachendorf, Schönberg, Spielberg, Weyern

| sửa | Thành phố và huyện (Bezirke) của Steiermark | Flag of Austria |
| \| \| Graz Bruck-Mürzzuschlag \\| Deutschlandsberg \\| Graz-Umgebung \\| Hartberg-Fürstenfeld \\| Leibnitz \\| Leoben \\| Liezen \\| Murau \\| Murtal \\| Südoststeiermark \\| Voitsberg \\| Weiz \| | |                 |
| Styria map | Graz Bruck-Mürzzuschlag \| Deutschlandsberg \| Graz-Umgebung \| Hartberg-Fürstenfeld \| Leibnitz \| Leoben \| Liezen \| Murau \| Murtal \| Südoststeiermark \| Voitsberg \| Weiz |                 |